# Penaherreraus
Penaherreraus is een kevergeslacht uit de familie van de boktorren (Cerambycidae). De wetenschappelijke naam van het geslacht werd voor het eerst geldig gepubliceerd in 2004 door Roguet.

## Soorten
Penaherreraus omvat de volgende soorten:
- Penaherreraus batesi (Tavakilian & Peñaherrera, 2003)
- Penaherreraus bilineatus (Aurivillius, 1921)
- Penaherreraus centrolineatus (Bates, 1862)
- Penaherreraus guianensis (Tavakilian & Peñaherrera, 2003)
- Penaherreraus pradosiae (Tavakilian & Peñaherrera, 2003)
- Penaherreraus pubicornis (Audinet-Serville, 1835)
- Penaherreraus sarryi (Tavakilian & Peñaherrera, 2003)